# Дегтярьов Іван Леонтійович
Іван Леонтійович Дегтярьов (31 грудня 1912 — ?) — український правоохоронець. Генерал-майор міліції. Доцент. Начальник Київської вищої школи МВС СРСР (1967—1980). Заступник міністра внутрішніх справ УРСР

## Біографія
Народився 31 грудня 1912 року в селі Плеснівка, Богучарський район, Воронізька область. У 1935 році закінчив Московське артилерійське училище. Згодом закінчив Одеський університет.
З 1935 року на керівних посадах у Тсоавіахім. З 1941 року — начальник штабу протиповітряної оборони міста Воронежа.
У червні 1944 — квітні 1946 року — заступник завідувача, в.о. завідувача військового відділу ЦК КП(б) України. У квітні 1946 — вересні 1948 року — завідувач військового відділу ЦК КП(б) України.
У грудні 1948 — вересні 1951 року — голова Комітету у справах фізкультури і спорту при РМ УРСР.
З вересня 1951 року — на навчанні.
З серпня 1954 по липень 1955 року — 1-й заступник начальника Головного управління організованого набору робітників при Раді міністрів Української РСР.
З липня 1955 до 1959 року — заступник завідувача адміністративного відділу ЦК КП України. У 1959 — червні 1960 року — заступник завідувача відділу адміністративних органів ЦК КП України.
У червні 1960 — грудні 1964 року — заступник міністра внутрішніх справ (охорони громадського порядку) Української РСР.
З січня 1965 року — начальник Управління охорони громадського порядку Київського міськвиконкому.
З 1967 по 1980 рік — начальник Київської вищої школи МВС СРСР.
Рік смерті — невідомий.

### Родина
Дружина — мовознавиця, педагог Київського державного інституту фізичної культури Валентина Дегтярьова. Донька — лікарка-гастроентеролог, педагог, доктор медичних наук Ірина Дегтярьова (1943—2005).

## Автор наукових праць
- Некоторые причины и условия, способствующие совершению подростками правонарушений, и меры по их устранению (1969)
- Проблемы борьбы с преступностью и правовое воспитание молодежи (1974)
- Борьба с преступностью и правовое воспитание молодежи (1974)
- Актуальные вопросы совершенствования стиля работы, культуры и нравственного воспитания начальствующего состава органов внутренних дел (1977)
- Преступность, ее профилактика и правовое воспитание несовершеннолетних и молодежи (1979)
- Вместе с народом. Страницы истории Киевской милиции. (1990) у співавторстві.

## Нагороди та відзнаки
- Орден Вітчизняної війни 1 ступеня
- Два ордени Трудового Червоного Прапора
- Два ордени «Знак Пошани»
- Орден «Червено знамена труда» (Болгарія)